# Peruvian Airlines
A Peruvian Airlines foi uma empresa aérea sediada no Peru. A empresa operava em oito rotas nacionais e uma internacional do Aeroporto Internacional Jorge Chávez, em Lima.

## História
A Peruvian Airlines foi fundada em novembro de 2007, recebendo seu Certificado de Operador Aéreo a partir da autoridade de aviação do Peru em 7 de agosto de 2008. A empresa iniciou suas operações em 29 de outubro de 2008.

## Frota

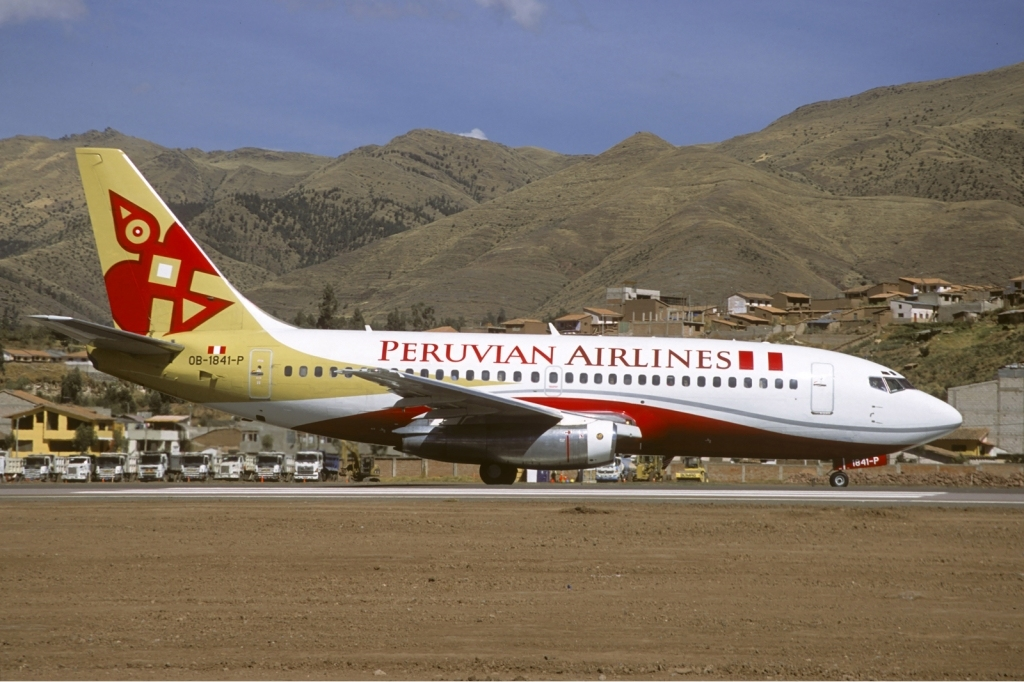
Boeing 737-200 da Peruvian Airlines.

A Peruvian Airlines opera as seguintes aeronaves (julho de 2016):
| Avião          | Na frota | Passageiros | Notas                                             |
| -------------- | -------- | ----------- | ------------------------------------------------- |
| Boeing 737-200 | 2        | 120         | Sendo retirados e substituído por 737-300/400/500 |
| Boeing 737-300 | 4        | 144         |                                                   |
| Boeing 737-400 | 1        | 176         |                                                   |
| Boeing 737-500 | 2        | 120         |                                                   |

## Acidentes e incidentes
- Em 28 de março de 2017, o voo 112 da Peruvian Airlines, operado por um Boeing 737-300 (prefixo OB-2036-P)[4] saiu da pista durante o pouso no Aeroporto Francisco Carle e posteriormente pegou fogo. Todos os 141 passageiros e nove tripulantes a bordo sobreviveram ao acidente.[5][6]